# 馬馬薩帕諾
馬馬薩帕諾（他加祿語：Mamasapano）為位於菲律賓棉蘭老穆斯林自治區馬京達瑙省的第五級自治市，佔地85.31平方公里，至2010年，該市居住有4,724戶，合共22,354名居民。